# Lancashire (formaggio)
Il Lancashire è un formaggio di latte vaccino prodotto nella contea inglese del Lancashire. Ci sono tre diverse varietà di formaggio Lancashire, ovvero lo Young Creamy Lancashire (o Creamy Lancashire), il Tasty Lancashire e il Crumbly Lancashire che, a differenza dei primi due, non viene prodotto artigianalmente ed è destinato alla produzione di massa.

## Storia
Per secoli le mogli dei produttori di latte del Lancashire hanno preparato il formaggio usando il latte in eccesso. Nelle piccole fattorie non veniva prodotto latte a sufficienza per fare un formaggio in un solo giorno, motivo per cui il latte veniva coagulato e accumulato finché non c'era abbastanza cagliata per preparare un formaggio. A differenza degli altri esemplari britannici, il formaggio Lancashire presenta diversi tipi di cagliata che gli conferiscono il suo carattere distintivo. Il metodo tradizionale per prepararlo venne standardizzato nel 1890 da Joseph Gornall di Garstang e Pilling, un dipendente del consiglio di contea che visitò molte fattorie del Lancashire per stabilire un metodo di preparazione noto come il "metodo Gornall". A Gornall è anche attribuita l'invenzione del macchinario per preparare il Lancashire, ovvero il "Patent Cheesemaker". La prima tipologia di formaggio Lancashire prodotta con tali metodi tradizionale fu il Creamy Lancashire. La sigla Beacon Fell Traditional Lancashire Cheese è un nome di Denominazione di origine protetta e può essere utilizzata solo per i formaggi a base di latte provenienti da un'area a nord del fiume Ribble tra cui City of Preston e Blackpool e realizzati nella stessa area con un metodo designato. Essa prende il nome dalla parrocchia civile di Beacon Fell.

## Caratteristiche

### Creamy Lancashire
Il formaggio Lancashire tradizionale è il cosiddetto Creamy Lancashire, che viene stagionato per un periodo da quattro a dodici settimane, presenta una consistenza soffice e ha un sapore cremoso. Può essere tostato in quanto non diventa fibroso quando viene sciolto.

### Tasty Lancashire
Dal Creamy Lancashire deriva il Tasty Lancashire, che viene prodotto con lo stesso metodo tradizionale, ma viene stagionato da 12 settimane fino a 24 mesi e ha un gusto di nocciola maturo. Fra le varianti del Tasty Lancashire vi sono il Leigh Cheese, la cui produzione è cessata nel diciannovesimo secolo, e il Lancashire Bomb o Lancashire Black Bomb: un formaggio sferico rivestito di cera nera che viene prodotto a Goosnargh.

### Crumbly Lancashire
Negli anni cinquanta venne anche creato il Crumbly Lancashire. A differenza delle altre varietà del Lancashire, questo è ottenuto dal latte accumulato in un solo giorno e assomiglia ad altri formaggi friabili come il Cheshire e il Wensleydale. È l'unico formaggio del Lancashire prodotto fuori dalla contea del Lancashire ed è destinato alla produzione di massa. Esso tende a maturare solo fra le 6 e le 8 settimane, dando origine a un formaggio friabile, fresco e molto acido.